# Bleed Well
"Bleed Well" es una canción de la banda finlandesa HIM y el segundo sencillo del álbum Venus Doom.

## Music video
El video se puede encontrar en YouTube. Ville Valo dijo en una entrevisata que la banda estaba intentando hacer un video con poco dinero y tener un poco de diversión. En el video se puede ver a Valo usando una camiseta promocionando "Aikuisten Lelukauppa", una tienda para adultos que tiene su padre.